# Johannes Kau
Johannes „Hannes“ Kau (* 10. April 1957) ist ein ehemaliger deutscher Fußballspieler.
Er spielte als Torwart von 1975 bis 1991 für Alemannia Aachen. Johannes Kau absolvierte 22 Spiele in der 2. Bundesliga Nord und 197 Spiele in der eingleisigen 2. Bundesliga. Dabei war er zunächst überwiegend Reservist hinter seinen Konkurrenten Ulrich Gelhard, Wolfgang Dramsch, Heinz-Josef Koitka und Valentin Herr, ehe er sich ab 1985 als Stammtorhüter durchsetzte. Nach dem Abstieg der Alemannia aus der Zweiten Liga spielte Hannes Kau 1990/91 noch ein Jahr in der Oberliga Nordrhein und wechselte danach zu Rhenania Würselen.
Er arbeitet seit 1997 als Trainer, u. a. von 1999 bis 2002 als Torwarttrainer bei Alemannia Aachen. Johannes Kau lebt heute mit seiner Frau und seinen zwei Kindern in Stolberg in der Nähe von Aachen.

## Highlights
Das Pokalspiel im Oktober 1986 gegen den deutschen Vizemeister Werder Bremen endete 0:0 in Bremen. Das Wiederholungsspiel in Aachen konnte Alemannia Aachen schließlich 7:6 im Elfmeterschießen gewinnen, als Torwart Johannes Kau zwei Elfmeter von Manfred Burgsmüller und Mirko Votava hielt und darüber hinaus selbst einen Elfer gegen Dieter Burdenski verwandelte.

## Erfolge als Spieler
- 2 × Platz 5 (1985 und 1987)
- 2 × Platz 6 (1984 und 1988)